# Primo (lutador)
Edwin "Eddie" Carlos Colón (San Juan, 21 de dezembro de 1982) é um lutador de wrestling profissional porto-riquenho, que trabalhava para a WWE e atualmente trabalha para a WWC. Ele é filho de Carlos Colón, Sr. e irmão do também lutador Carlito. Ele começou a lutar no World Wrestling Council, onde ganhou o Campeonato Universal de Pesos-Pesados da WWC cinco vezes.
Em 2007, Colón foi contratado pela WWE, sendo mandado para o território de desenvolvimento Florida Championship Wrestling (FCW), onde formou com Eric Pérez uma dupla conhecida como The Puerto Rican Nightmares. Em 23 de fevereiro de 2008, eles se tornaram os primeiros lutadores a ganhar o FCW Florida Tag Team Championship. No elenco principal, Eddie formou uma dupla com seu irmão - sob o nome de The Colóns - se tornando, mais tarde e ao mesmo tempo Campeões de Duplas da WWE e Campeões Mundiais de Duplas, unificando os títulos.

## Vida pessoal
Colón é filho do ex-lutador Carlos Colón, Sr. e o caçula de quatro irmãos, incluindo Carly Colón e Stacy Colón, ambos com quem trabalhou na World Wrestling Council. Uma outra irmã, Melissa nunca lutou. Outros membros da família Colón se envolveram com a WWC, incluindo seu tio José Colón e seu primo Orlando Colón.

## Carreira

### World Wrestling Council (1999–2008)
Colón estreou em 1999, lutando na divisão dos pesos-leves. Ele ganhou seu primeiro título individual em 10 de fevereiro de 2001, ao derrotar  Damian Steele pelo WWC World Junior Heavyweight Championship. Sua rivalidade com Steele continuou por um mês, durante o qual ele perderia e recuperaria o título em 10 de março de 2001. No outono, Colón se envolveu em uma história com Justin Sane. No início de 2002, Colón se envolveu em uma história com Rey Mysterio, Jr., que o havia derrotado pelo título em 6 de janeiro de 2002. Mysterio manteve o título por dois meses, até perdê-lo para Colón em 6 de abril. Colón começou uma rivalidade com El Diamante pelo WWC Puerto Rico Heavyweight Championship. No fim de 2004, Colón derrotou El Bronco para ganhar o Universal Heavyweight Championship. He then entered a feud with El Diamante, eventually dropping the title to him. No fim de 2006, Colón foi contratado pela WWE. Em 31 de julho de 2005, ele formou uma dupla com seu pai no !Bang!, competindo contra Dory Funk, Jr. e Johnny Magnum. A dupla venceu, ganhando o Television Tag Team Championship.
Colón enfrentou Christian no Aniversario 2007, da World Wrestling Council em 13 de julho de 2007. O resultado foi um empate, com os dois não respondendo à contagem fora do ringue.

### World Wrestling Entertainment (2008–presente)
Em 7 de maio de 2007, Colón teve uma luta à portas fechadas antes do Raw, para ser avaliado pelos olheiros da WWE. No dia seguinte, Colón participou de uma luta antes da gravação do SmackDown, derrotando Shannon Moore.

#### Florida Championship Wrestling (2008)
Em 26 de janeiro de 2008, Colón estreou no território de desenvolvimento da WWE, Florida Championship Wrestling (FCW), derrotando Shawn Osbourne. Em 23 de fevereiro, Colón e Eric Pérez, conhecidos coletivamente como The Puerto Rican Nightmares, derrotaram Steve Lewington e Heath Miller na final de um torneio, sendo coroados os primeiros Campeões Floridenhos de Duplas. Eles perderam os títulos para Brad Allen e Nic Nemeth em 23 de março de 2008, antes de ganhá-los de volta por desqualificação em 15 de abril. Eles perderam os títulos novamente para Drew McIntyre e Stu Sanders em 6 de maio. Em 17 de julho, Colón e Pérez ganharam os títulos pela terceira vez. Em 16 de agosto, Colón e Perez perderam os títulos para Nemeth e Gavin Spears.

#### The Colóns (2008–2009)

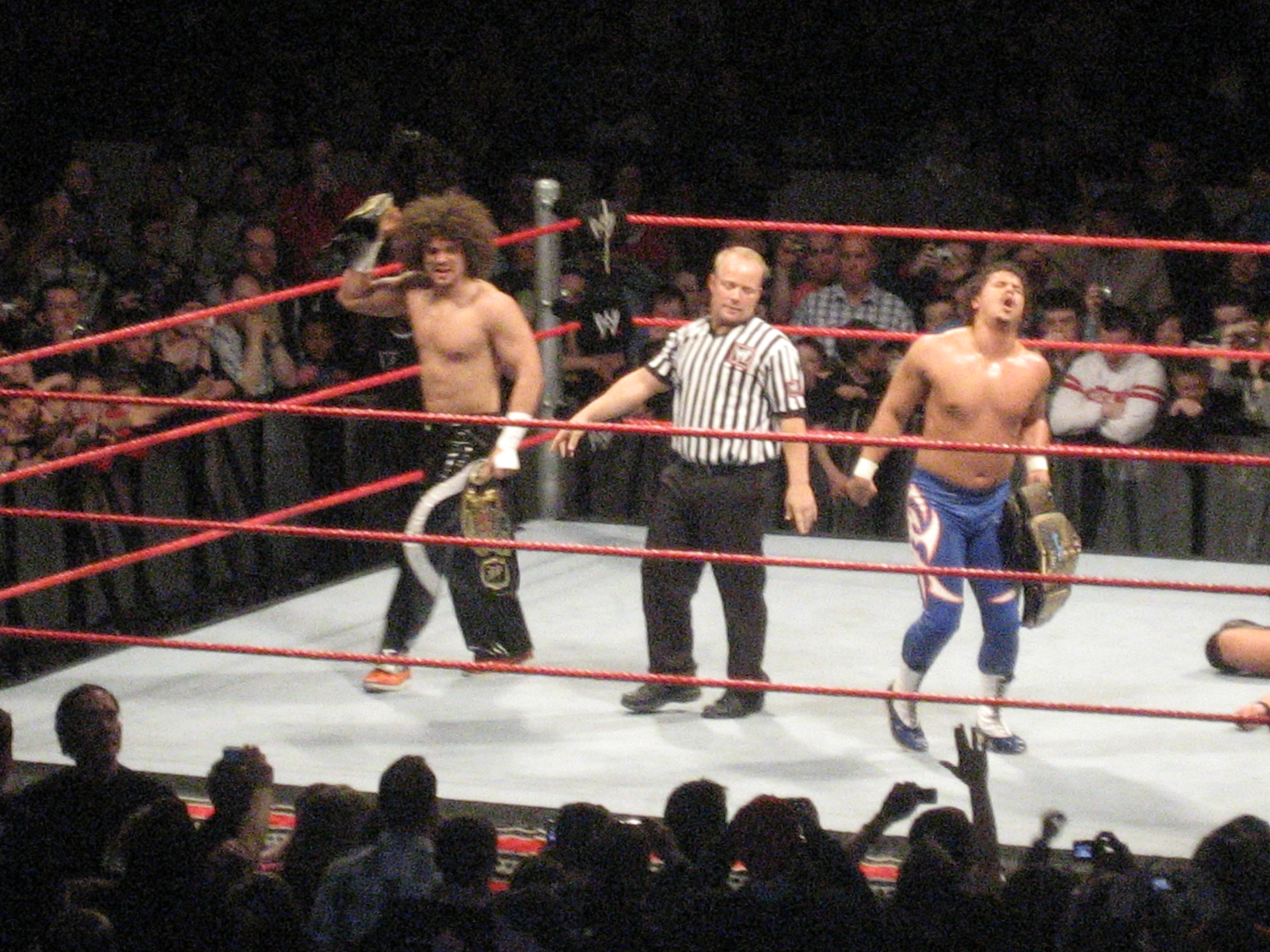
Os Colóns como Campeões Unificados de Duplas

Em 18 de agosto de 2008, Colón fez sua estreia no Raw sob o nome de "Primo Colón", se envolvendo em um segmento nos bastidores com o Gerente Geral, Mike Adamle, mostrando ter atitudes diferentes das de seu irmão. Sua primeira luta aconteceu em 25 de agosto, derrotando Charlie Haas.
Após mais uma luta no Raw, Colón foi transferido para o SmackDown, onde a animosidade entre ele e Carlito acabou, com os dois formando uma dupla. Em 12 de setembro, Carlito e Primo derrotaram os Campeões de Duplas Curt Hawkins e Zack Ryder. Duas semanas depois, em uma revanche, os Colóns derrotaram Hawkins e Ryder novamente, se tornando campeões. Mais tarde, Carlito e Primo começaram uma rivalidade com os Campeões Mundiais de Duplas John Morrison e The Miz. No WrestleMania XXV, os Colóns derrotaram Miz e Morrison, unificando os dois títulos, que passaram a ser conhecidos como "Unified WWE Tag Team Championship". Em 6 de abril de 2009, eles conseguiram defender os títulos.
Em 15 de abril, Primo e Carlito foram transferidos de volta para o Raw durante o Draft Suplementar de 2009. Eles perderam o título durante o The Bash para a dupla de Edge e Chris Jericho, que foram adicionados a uma luta que seria entre os Colóns e The Legacy (Cody Rhodes e Ted DiBiase) momentos antes do início do combate. Carlito e Primo enfrentaram Edge e Jericho no Raw da noite seguinte, mas foram derrotados. Em 6 de julho, no Raw, eles foram novamente derrotados por Edge e Jericho. Ao fim da luta, Carlito atacou Primo. Após uma rivalidade de mais ou menos um mês, Carlito derrotou Primo em 3 de agosto, no Raw. Após isso, Primo passou a lutar no WWE Superstars.

#### Lutas individuais (2010–2011)
Em 2 de maio de 2010, no WWE Superstars, Primo se tornou um vilão ao se unir novamente ao seu irmão Carlito. No Raw de 10 de maio, Primo e Carlito atacaram R-Truth ao serem pagos por Ted DiBiase.
A dupla se separou novamente quando Carlito foi demitido da WWE em 21 de maio. Primo passou a lutar principalmente no WWE Superstars novamente. No NXT de 31 de agosto, Primo foi anunciado como um dos WWE Pros da terceira temporada, mentorando AJ. Primo começou um romance com AJ, até que ela foi eliminada da competição, em 23 de novembro.
No WWE Superstars de 27 de janeiro de 2011, Primo formou uma dupla com Zack Ryder contra David Hart Smith e Yoshi Tatsu. Eles se chamariam DZP (Down with Zack and Primo) e derrotariam Smith e Tatsu em uma revanche. Primo e Ryder logo se separaram. No Raw de 11 de abril, Primo foi derrotado por Sin Cara, em sua estreia na WWE.
No SmackDown de 11 de outubro de 2011, Primo acompanhou Epico e Hunico ao ringue para uma luta contra os Usos. Após a luta, Primo, Epico e Hunico atacaram os Usos. Nessa época, Primo foi oficialmente transferido do Raw para o SmackDown.

#### Dupla com Epico; Campeão de Duplas (2011-presente)

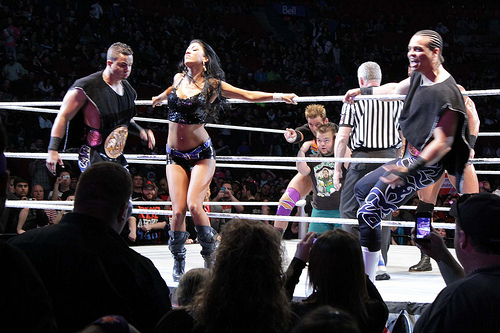
Primo com Epico e Rosa Mendes, como Campeões de Duplas da WWE.

Em novembro de 2011, Primo e Epico foram transferidos para o Raw. Acompanhados por Rosa Mendes, os dois começaram uma rivalidade com os Campeões de Duplas da WWE Air Boom (Kofi Kingston e Evan Bourne). Após trocar vitórias em lutas individuais e em duplas, Primo e Epico foram derrotados por Air Boom em uma luta pelo título no TLC: Tables, Ladders & Chairs. Os times se enfrentaram novamente em um evento não televisionado em 15 de janeiro, com Epico e Primo vencendo e se tornando campeões. No Raw da noite seguinte, Epico e Primo voltaram a derrotar Air Boom, mantendo os títulos. Eles voltaram a defender os títulos contra Swagger e Ziggler e R-Truth e Kingston no Raw de 27 de fevereiro.
No pré-show do WrestleMania XXVIII, Primo e Epico defenderam seu títulos contra os Usos e Justin Gabriel e Tyson Kidd. Eles perderam o título no Raw de 30 de março, para R-Truth e Kofi Kingston.
Após o WrestleMania, Primo & Epico foram derrotados pelas duplas de Big Show & The Great Khali e Santino Marella & Zack Ryder. Além disso, A.W. passou a oferecer seus serviços de agenciamento para o grupo, dizendo que eles eram tratados como piada, sendo deixados de fora do WrestleMania e Extreme Rules. No Raw de 30 de abril, Primo & Epico perderam os títulos para Kingston e R-Truth. Após perder os títulos, Primo, Epico e Mendes aceitaram a proposta de A.W., entrando para sua agência de talentos. No No Way Out, A.W. traiu Epico e Primo durante uma luta contra Prime Time Players, Tyson Kidd & Justin Gabriel e The Usos que lhes daria uma chance pelo WWE Tag Team Championship. Após a luta, os vencedores Prime Time Players se aliaram a A.W., atacando Primo e Epico. No Money in the Bank, Epico e Primo derrotaram Prime Time Players. No pré-show do Night of Champions, Primo participou de uma battle royal para definir o desafiante pelo United States Championship, mas não venceu. Epico e Primo participaram de um torneio para definir os desafiantes pelo WWE Tag Team Championship no Hell in a Cell, mas foram eliminados nas quartas-de-finais por Sin Cara e Rey Mysterio.

#### Los Matadores (2013-presente)

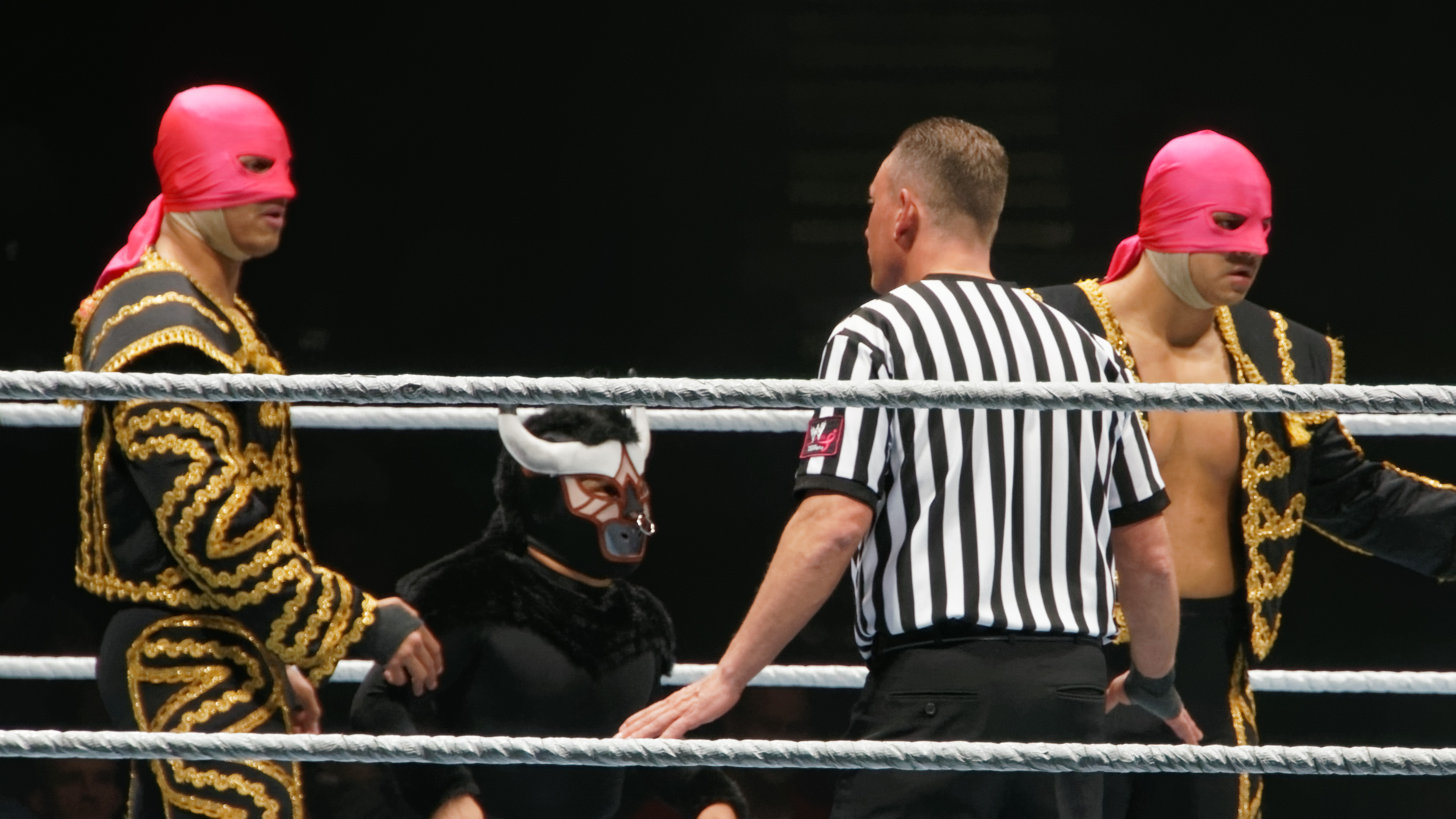
Los Matadores com El Torito

No Raw de 30 de setembro, Primo e Epico, renomeados Diego e Fernando, estrearam como mocinhos, dois toureiros espanhóis mascarados, com El Torito como mascote, derrotando 3MB. Eles começariam uma rivalidade com os xenófobos Real Americans (Jack Swagger e Antonio Cesaro) após Torito atacar o agente da dupla, Zeb Colter, no SmackDown de 18 de outubro. No Hell in a Cell, Los Matadores derrotaram Swagger e Cesaro.

## No wrestling
- Movimentos de finalização

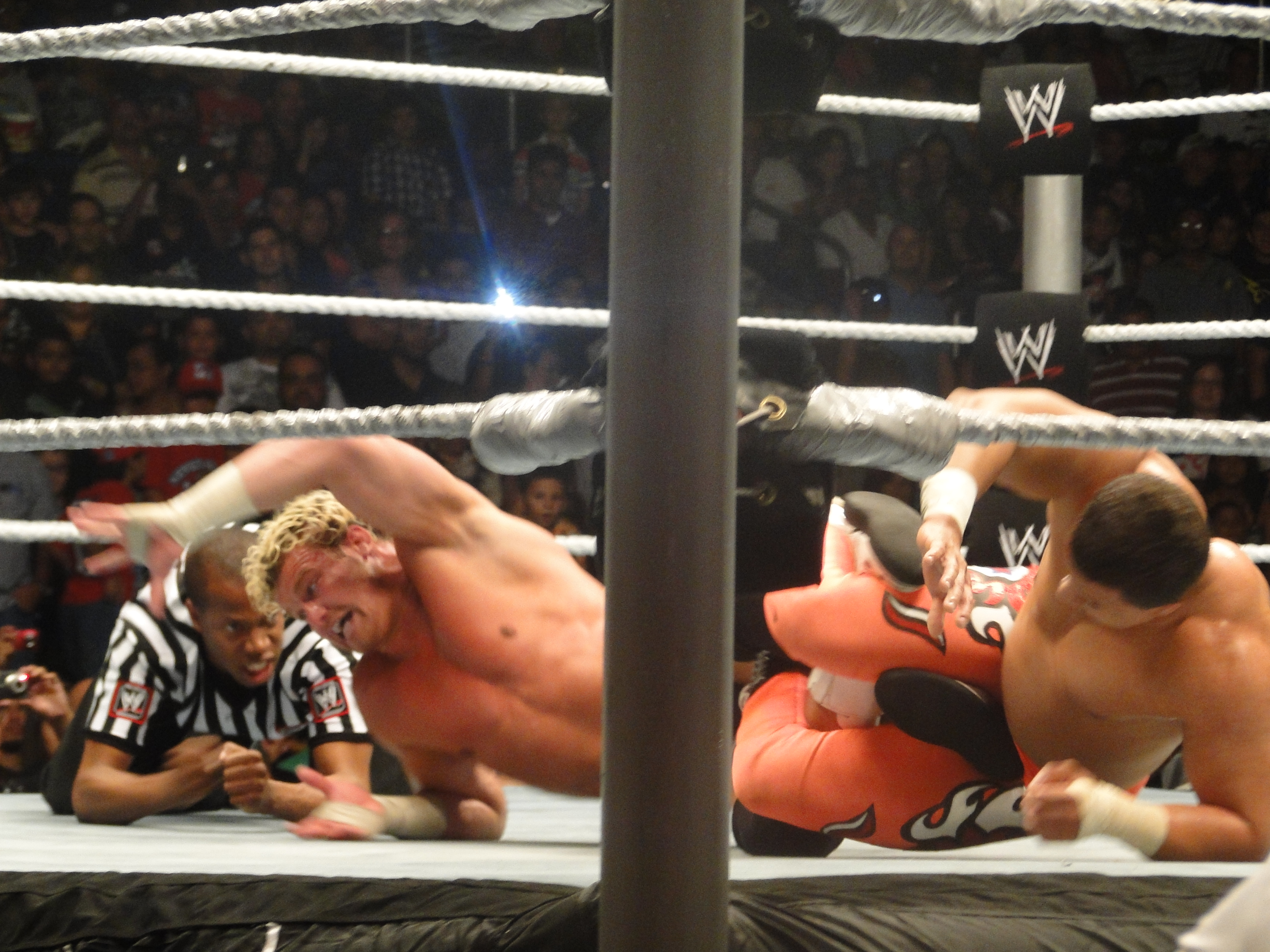
Primo aplicando um Figure four leglock em Dolph Ziggler em um evento em San Juan.

  - Backstabber (Double knee backbreaker)[35]
  - Figure four leglock — circuito independente
- Movimentos secundários
  - Diving headbutt[36]
  - Diving leg drop[36]
  - Diving crossbody[35]
  - Dropkick,[36] às vezes das cordas[37]
  - Hurricanrana[1]
  - Leaping back elbow[38]
  - Legsweep[35]
  - Russian legsweep[38]
  - Stunner[1] — circuito independente
  - Tornado DDT[39]
- Managers
  - Brie Bella
  - The Bella Twins
  - Rosa Mendes
  - AJ
  - A.W[40]
  - El Torito
- Lutadores de quem foi manager
  - Hunico
- Temas de entrada
  - "Cool" por Jim Johnston (12 de setembro de 2008 – 6 de julho de 2009; enquanto parte do The Colóns)
  - "Oh Puerto Rico" por Vinny e Ray com vocais de Marlyn Jiménez e composto por Jim Johnston (2009 – 17 de novembro de 2011)[41][42]
  - "Barcode" por Jack Elliot (17 de novembro de 2011 – 30 de setembro de 2013, com Epico)
  - "Olé Olé" por Jim Johnston (30 de setembro de 2013 - presente)

## Títulos e prêmios
- !Bang! / Funking Conservatory
  - !Bang! Television Tag Team Championship (1 vez) – com Carlos Colón[1]
- Florida Championship Wrestling
  - FCW Florida Tag Team Championship (3 vezes) – com Eric Pérez
- Pro Wrestling Illustrated
  - PWI o colocou na #76ª posição dos 500 melhores lutadores individuais em 2009
- World Wrestling Council
  - WWC Puerto Rico Heavyweight Championship (5 vezes)[43]
  - WWC Universal Heavyweight Championship (5 vezes)[44]
  - WWC World Junior Heavyweight Championship (5 vezes)[45]
  - WWC World Tag Team Championship (1 vez) – com Carly Colón[46]
- World Wrestling Entertainment / WWE
  - World Tag Team Championship (1 vez) – com Carlito[47]
  - WWE Tag Team Championship (2 vezes) – com Carlito (1) e Epico (1)[48]